# Annat
Pour les articles homonymes, voir Annat.
Ancienne commune de l'Aveyron, la commune d'Annat a été supprimée en 1832. Son territoire a été partagé entre les communes d'Estaing et du Nayrac.